# Jajčece
Jajčece [jájčəce] ali jájčna célica (latinsko ovum) je ženska haploidna spolna celica (gameta). Nastane v procesu oogeneze v ženskih spolnih žlezah. Vsebuje celotno dednino, ki se prenese na potomca s strani matere.
Jajčeca sesalcev je prvi odkril Karl Ernst von Baer leta 1826.
Medtem ko pri moški spolni celici – semenčici vsebuje dednino le celično jedro, ima jajčece tudi mitohondrijsko (pri raslinah plastidno) dednino. Zato se tovrstni dedni material deduje le po materah.

## Rastline
Pri rastlinah so jajčeca ženske spolne celice brez bička. Praviloma so bistveno večja od moških gamet – ta pojav imenujemo anizogamija. Pri semenkah se jajčece nahaja v semenski zasnovi.

## Človek in ostali sesalci
Pri živorodnih živalih pride do oploditve jajčeca znotraj organizma ženskega osebka. Zarodek se razvija v maternici in pridobiva hranljive snovi neposredno od matere.
Jajčece je največja celica pri človeku, vidna s prostim očesom. V premeru meri 100 do 200 µm.